# Bure (Szwajcaria)
Bure (hist. Burnen) – miejscowość i gmina w północno-zachodniej Szwajcarii, w kantonie Jura, w okręgu Porrentruy.

## Demografia
W Bure mieszka 645 osób. W 2020 roku 3,4% populacji gminy stanowiły osoby urodzone poza Szwajcarią. 

## Transport
Przez teren gminy przebiega autostrada A16. 